# Samejee
Samejee (nep. समैजी) – gaun wikas samiti w zachodniej części Nepalu w strefie Mahakali w dystrykcie Dadeldhura. Według nepalskiego spisu powszechnego z 2001 roku liczył on 448 gospodarstw domowych i 2539 mieszkańców (1300 kobiet i 1239 mężczyzn).